# Raka spåret till Chicago
Raka spåret till Chicago (engelska: Planes, Trains and Automobiles) är en amerikansk komedi från 1987 i regi av John Hughes. I huvudrollerna ses Steve Martin och John Candy. Filmen hade Sverigepremiär den 13 maj 1988.

## Handling
Den prydlige och snobbige Neal Page är på väg hem från ett affärsmöte i New York till Chicago där han ska fira thanksgiving med familjen, men detta visar sig vara lättare sagt än gjort. På flygplatsen visar det sig snart att vädret är för dåligt för att flyga och istället för att vara på väg hem träffar han den storvuxne och pratglade men mycket vänlige Del Griffith som försörjer sig på att sälja duschdraperi-ringar, som också är också på väg till Chicago. De två männen, som är så olika varandra man kan bli, försöker samarbeta för att ta sig till Chicago. De ger sig ut på en vansinnig resa genom nordöstra USA där det ena problemet efter det andra dyker upp i deras väg samtidigt som Del håller på att driva Neal till vansinne. Men sakta men säkert börjar en vänskap växa fram mellan dem.

## Om filmen
Som så många andra av filmregissören John Hughes filmer, så är även Chicago med i handlingen i Raka spåret till Chicago. Filmen är bland annat inspelad i Chicago, Kenilworth och Woodstock i Illinois, Acton i Kalifornien, St Louis i Missouri och Madison i Ohio samt i New York.
Filmen har i likhet med många andra av John Hughes filmer blivit en kultklassiker i framför allt USA, men även i Europa. I USA hör det numera till traditionen hos många TV-kanaler att visa filmen på Thanksgiving.

## Rollista i urval
- Steve Martin - Neal Page
- John Candy - Del Griffith
- Laila Robins - Susan Page
- Kevin Bacon - Taxikund
- Dylan Baker - Owen
- Carol Bruce - Joy
- Olivia Burnette - Marti
- Diana Douglas - Peg
- Bill Erwin - Flygpassagerare

## DVD-utgåvor
Filmen gavs ut som DVD i Sverige 2002.